# Jungfernkranich

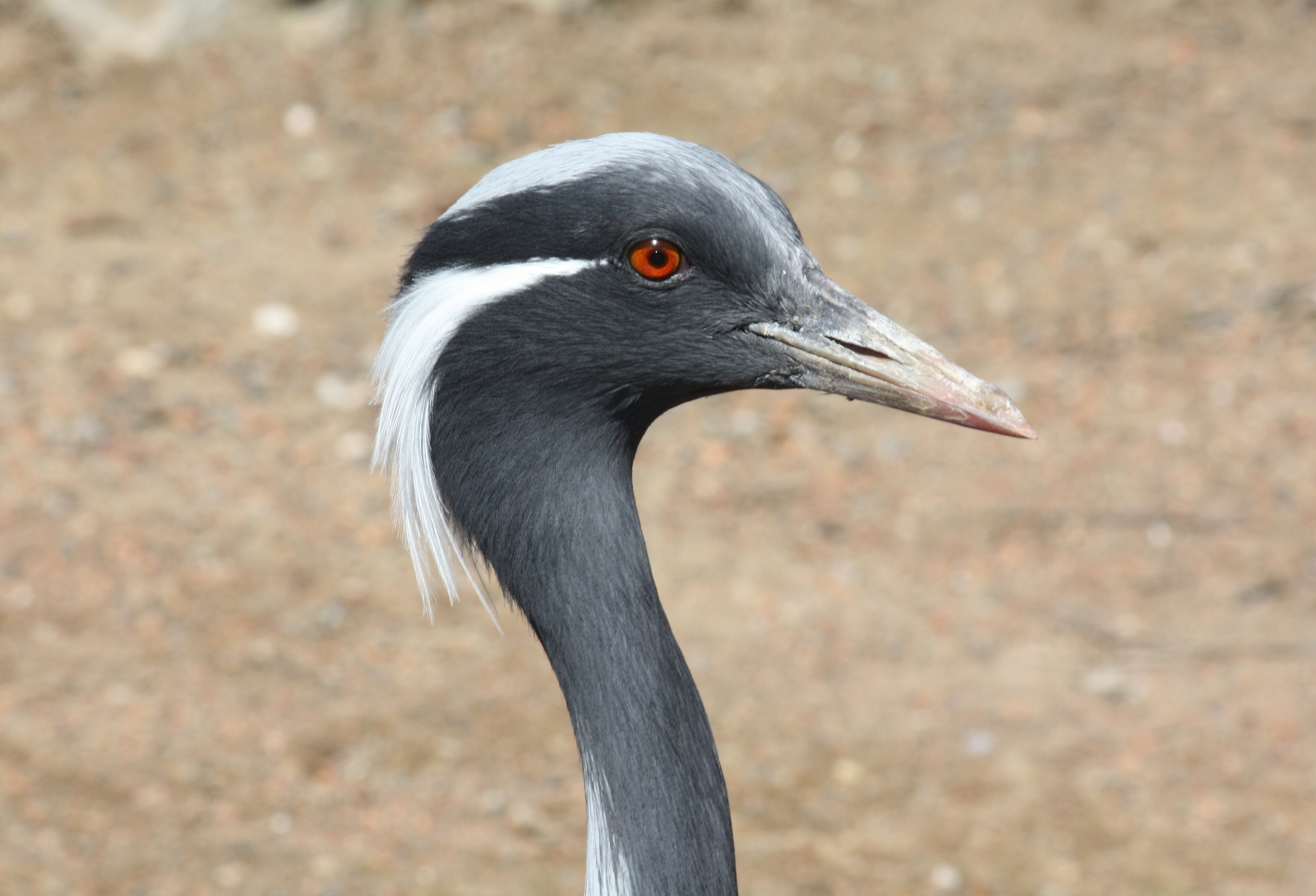
Kopfstudie, Zoohaltung

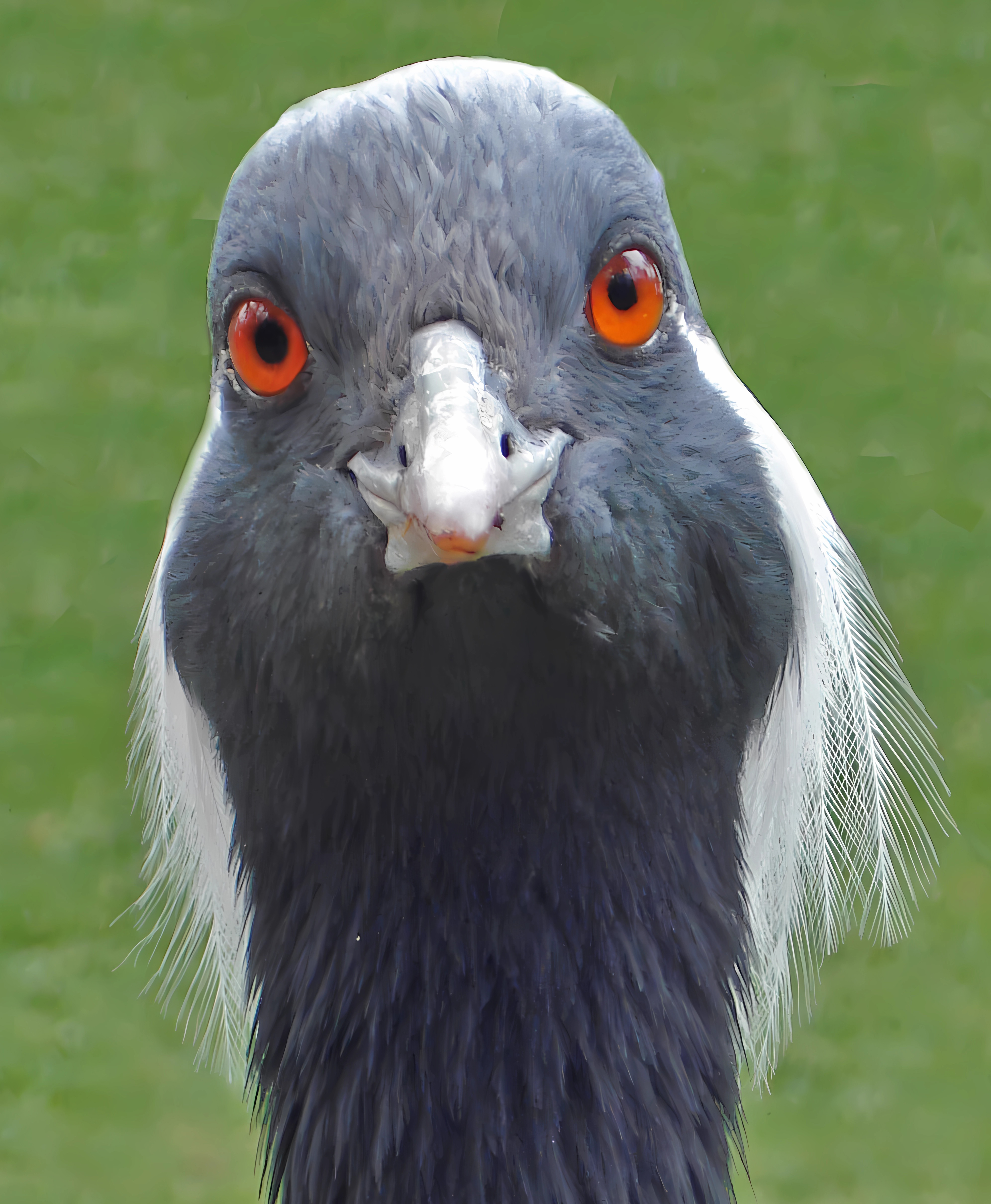
Kopfstudie (Porträt)

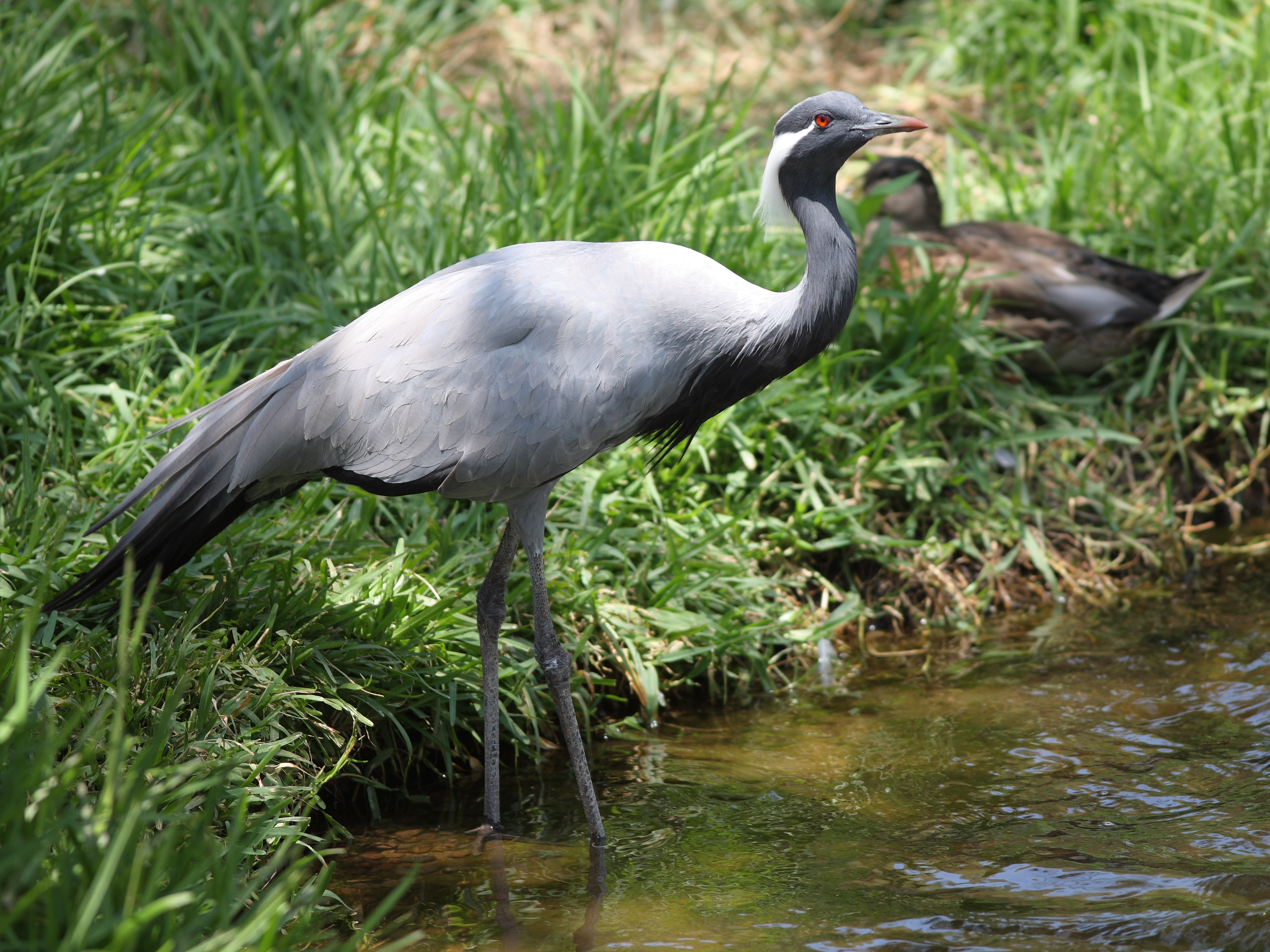
Jungfernkranich, Zoohaltung

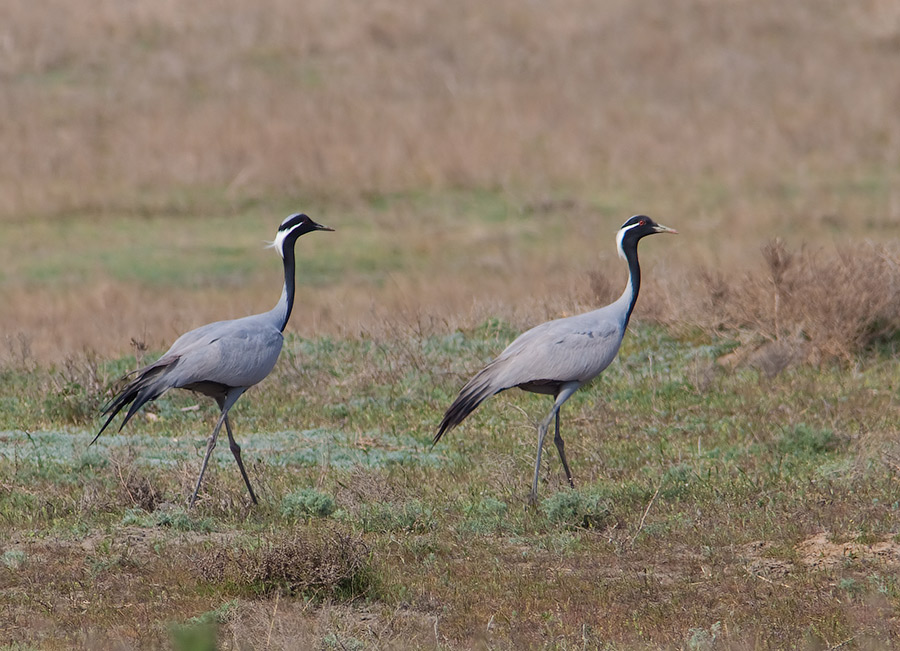
Paar in der Region Wolgograd

Der Jungfernkranich (Anthropoides virgo, Syn.: Grus virgo) ist die kleinste Art der Familie der Kraniche (Gruidae). Die Art ist ein Brutvogel der borealen Zone sowie der Steppen- und Wüstenzonen von Südosteuropa über Zentralasien bis in den Nordwesten der Mongolei und dem Nordosten Chinas.
In Mitteleuropa ist der Jungfernkranich ein sehr seltener Irrgast. Anerkannte Wildvogelbeobachtungen gibt es beispielsweise für die Niederlande in den 1990er-Jahren.

## Erscheinungsbild und Stimme

### Adulte Vögel
Der Jungfernkranich erreicht eine Körperhöhe von 90 bis 100 Zentimeter und wiegt etwa 2.500 Gramm. Seine Flügelspannweite beträgt 165 bis 185 cm.
Es besteht kein auffälliger Geschlechtsdimorphismus und die Art weist auch keinen Saisondimorphismus auf. Die Stirn, ein kleiner Bereich unter den Augen, der Hinterkopf, das Kinn, der Hals und die verlängerten Federn am Vorderhals sind schwarz. Hinter dem Auge steht ein sichelförmiger Büschel dünner weißer Federn. Das Körpergefieder, die oberen und unteren Flügeldecken sowie die Achselfedern sind blaugrau. Die Schwanzfedern und die langen Flügeldecken heben sich davon durch einen blassen Grauton ab. Handschwingen, Handdecken und Daumenfittich sind dagegen dunkler grau. Die Armschwingen sind schwarz, die Ellbogenfedern sind lang zugespitzt und von rauchgrauer Farbe mit dunklen Enden.
Die Iris adulter Vögel ist rötlichbraun. Der Schnabel ist dunkel grünlich an der Basis, geht dann in ein olivgrau über und ist rötlich bis rosa an der Spitze. Die Beine sind dunkel und variieren in ihrer Färbung von olivgrau bis schmutzigschwarz.

### Jungvögel
Frisch geschlüpfte Dunenjunge sind auf der Kopfoberseite bräunlich, an den Kopfseiten, dem Kinn und der Kehle gelblich gefärbt. Die Körperoberseite ist graubraun mit dunklen Streifen auf den Flügeln. Die Körperunterseite ist grau oder weißlich. Das zweite Dunenkleid ähnelt dem ersten, ist jedoch insgesamt etwas heller und grauer. Die Iris ist dunkelbraun, der Schnabel ist rosa mit einer grauen Spitze. Die Beine sind zunächst rosa und werden nach einigen Tagen blaugrau.
Im Jugendkleid ist der Kopf, der Hals, der Körper und die Flügeldecken blass rauchgrau. Die Schmuckfedern am Kopf beginnen sich zu bilden, sie sind aber ebenfalls noch blass rauchgrau. Der Hals weist bereits eine dunklere, schiefergraue Farbe auf. Im ersten Herbst-Winterkleid unterschieden sich die Jungvögel von den adulten durch ein matteres Schwarz am Kopf und Hals. Die Ellbogenfedern, die verlängerten Halsfedern und der Kopfschmuck ist noch deutlich kürzer als bei adulten Vögeln. Junge Vögeln haben eine gelblich olivfarbene bis rotbraune Iris, der Schnabel ist olivgrau an der Basis und gelblich bis rötlich im distalen Bereich.

### Fortbewegung
Wie bei anderen Kranicharten ist der Flug geradlinig und ruhig mit weit ausholenden Flügelbewegungen. Verglichen mit anderen Kranicharten ist der Flug jedoch leichter und graziöser. Auffliegende Jungernkraniche benötigen zunächst einen kurzen Anlauf. Fliegende Schare von Jungernkraniche bilden im Flug oft eine Keilform. Die schwarze Hals- und Brustfärbung ermöglicht die Unterscheidung von anderen Kranicharten.
Grundsätzlich sind Jungfernkraniche tagaktive Vögel. In den Überwinterungsgebieten versammeln sie sich gelegentlich in großen Scharen zur Rast und zur Übernachtung an offenen Fluss und Seeufern oder auf Sandbänken im Niedrigwasserbereich. Sie sind dabei gelegentlich mit Graukranichen vergesellschaftet. Diese Schlafplätze verlassen sie kurz vor Sonnenaufgang und sie kehren in der Abenddämmerung zurück. Der sogenannte „Tanz“ ist bei ihnen verglichen mit den anderen Kranicharten nicht sehr ausgeprägt. Er besteht aus einem kurzen, schnellen Laufen mit angehobenen Flügeln, Pirouetten, Verbeugungen und Hochwerfen von Grasbüscheln, kleinen Zweigen und ähnlichen Dingen, die die Jungfernkraniche am Boden finden. Hohe Sprünge, wie sie bei anderen Kranichen zu beobachten sind, fehlen beim Tanz der Jungfernkraniche. Der Tanz ist nicht an eine Jahreszeit gebunden. Er wird aber besonders häufig während des Frühjahrzuges und in der Brutzeit gezeigt.
Vermutlich wegen der nur schwach ausgeprägte Territorialität fehlen spezielle ritualisierte Drohdemonstrationen, wie sie für andere Kranicharten typisch sind.

### Stimme
Der Ruf des Jungfernkranich ist höher, härter und rauer als die des Kranichs. Das sogenannte unisone Duett, bei dem zwei miteinander verpaarte Vögel gemeinsam rufen, ist kürzer als bei anderen Kranicharten. Es dauert nur drei bis vier Sekunden. Jungfernkraniche werden dabei nur den Kopf zurück, der Schnabel wird dabei vertikal gehalten. Die Flügel sind nicht angehoben wie es bei anderen Kranicharten zu beobachten ist. Das unisone Dutte ist vor allem während der Brutzeit in den Brutarealen zu vernehmen.

## Brut- und Überwinterungsgebiete

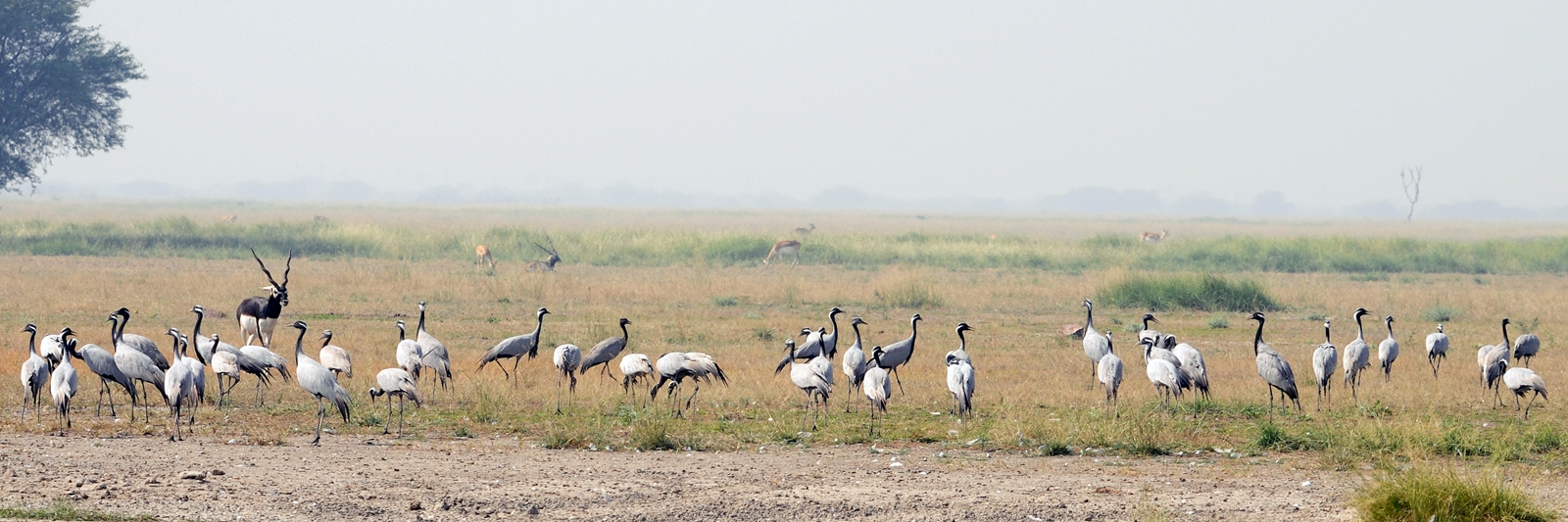
In Rajasthan, Indien überwinterte Jungfernkraniche, im Hintergrund Hirschziegenantilopen

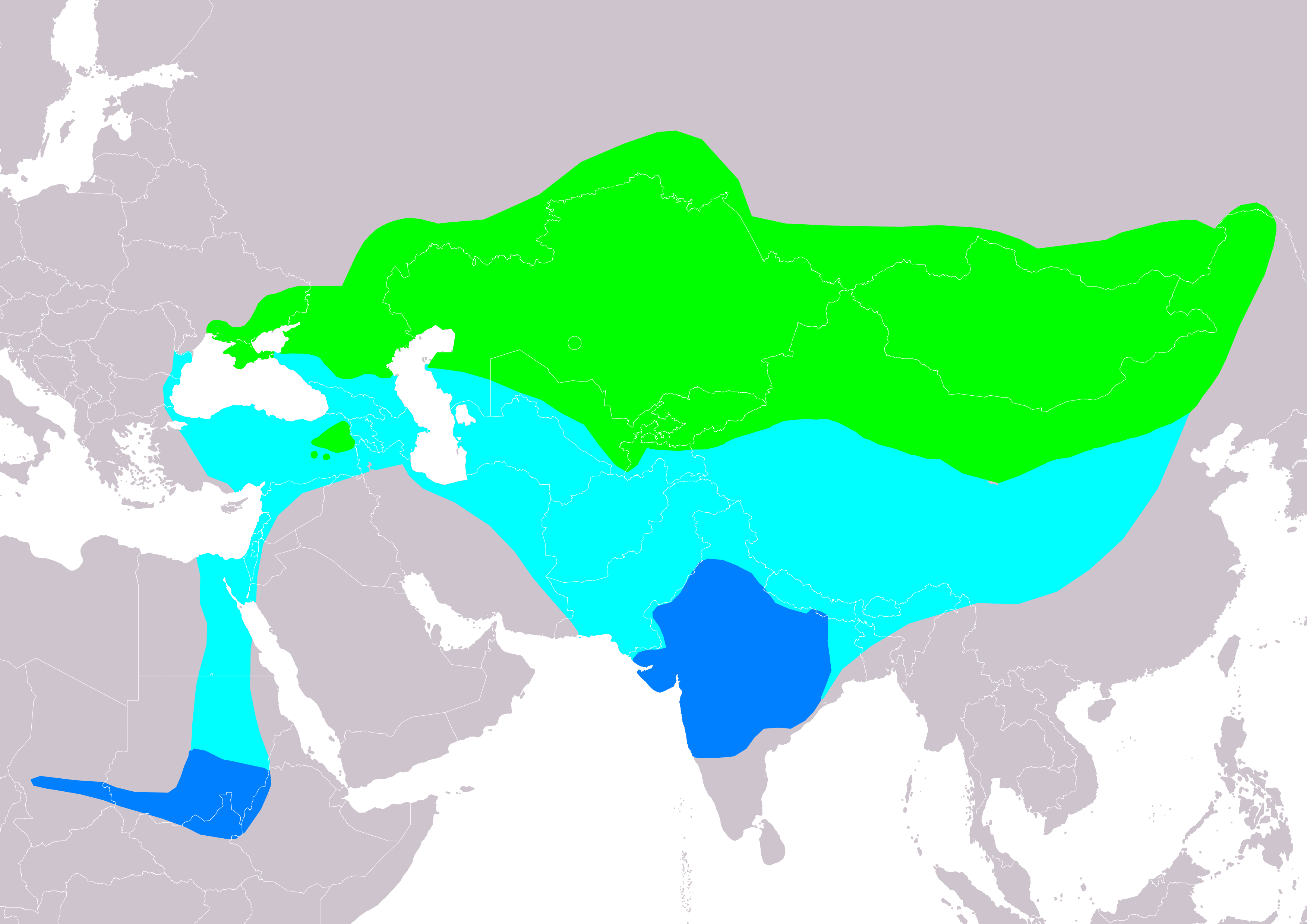
Verbreitung des Jungfernkranichs:
Brutgebiete
Migration
Überwinterungsgebiete

Der Jungfernkranich lebt in den Steppen Südrusslands, zwischen der Ukraine und dem Osten Sibiriens sowie in einigen Gegenden im Nordwesten Afrikas und zählt somit zu den Steppenformen der Kraniche. Bis in die 1920er-Jahre brüteten Jungfernkraniche auch im Gebiet des heutigen Rumäniens. Der Bestand ist jedoch in den 1920er-Jahren erloschen.
Der Jungfernkranich überwintert in Afrika und Indien sowie dessen Nachbarländern Myanmar, Bangladesch und Pakistan. Das afrikanische Hauptüberwinterungsgebiet liegt im Sudan am Ober- und Mittellauf des Weißen und des Blauen Nils. Auf seinem Durchzug von und nach Afrika überquert er das östliche Mittelmeer. Durch Beringung ist sicher, dass die in der Ukraine brütenden Jungfernkraniche im Sudan überwintern. Vermutlich gilt dies für die gesamte Population, die im Westen des Verbreitungsgebietes brütet. Im Altai und in Kasachstan brütende Vögel finden sich dagegen in Indien und Pakistan zum Überwintern ein. Der Zug läuft in zahlreichen Regionen in so geringer Konzentration ab, dass er fast unbemerkbar ist. Zu größeren Konzentrationen von ziehenden Jungfernkranichen kommt es vor allem an der Westgrenze des Tienschan-Gebirges.
An ihren Brutplätzen treffen Jungfernkraniche ab Ende März ein. Die Ankunft kann sich jedoch im Extremfall bis Mitte Mai hinziehen. Der Wegzug in die Überwinterungsgebiete beginnt ab Mitte August und währt bis Ende September.

## Lebensraum

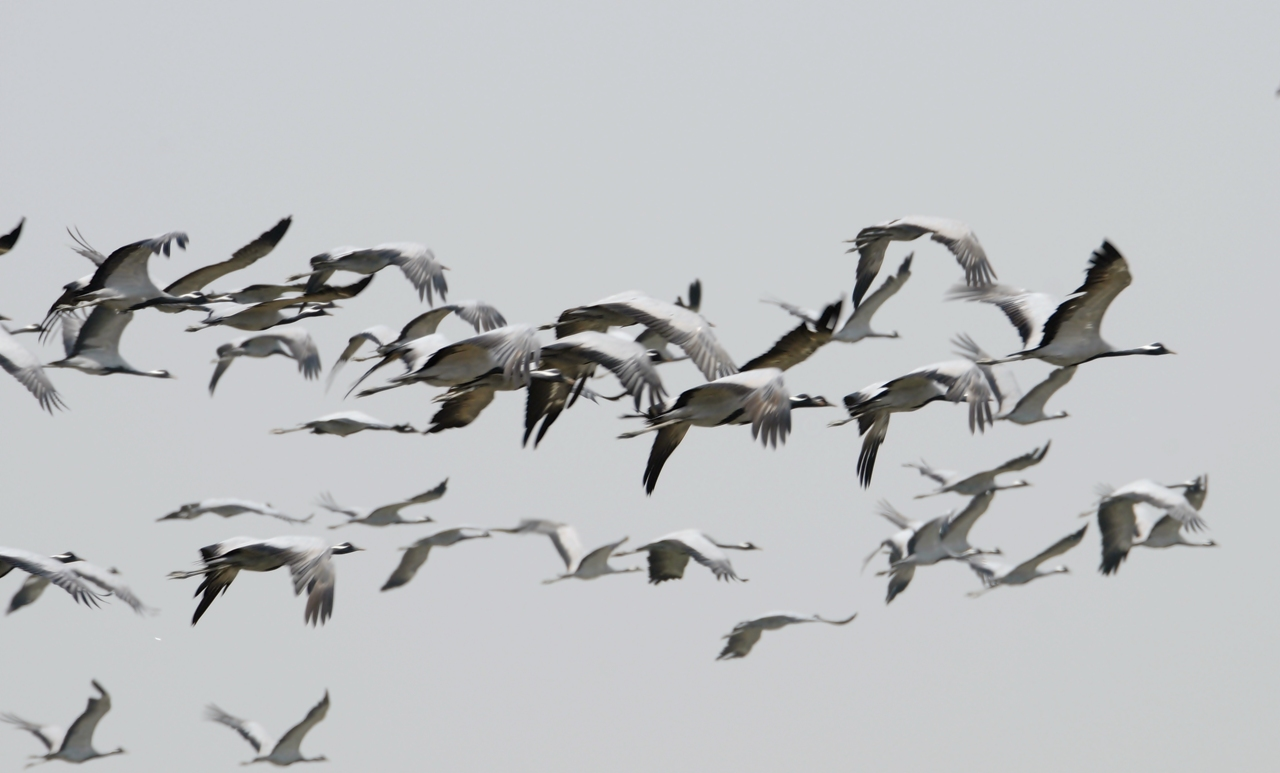
Auffliegende Jungfernkraniche in einem Überwinterungsgebiet in Rajasthan

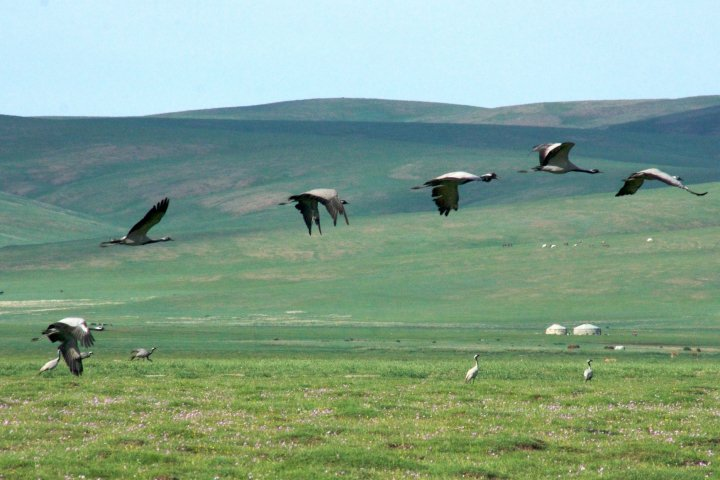
Auffliegende Jungfernkraniche in der Mongolei

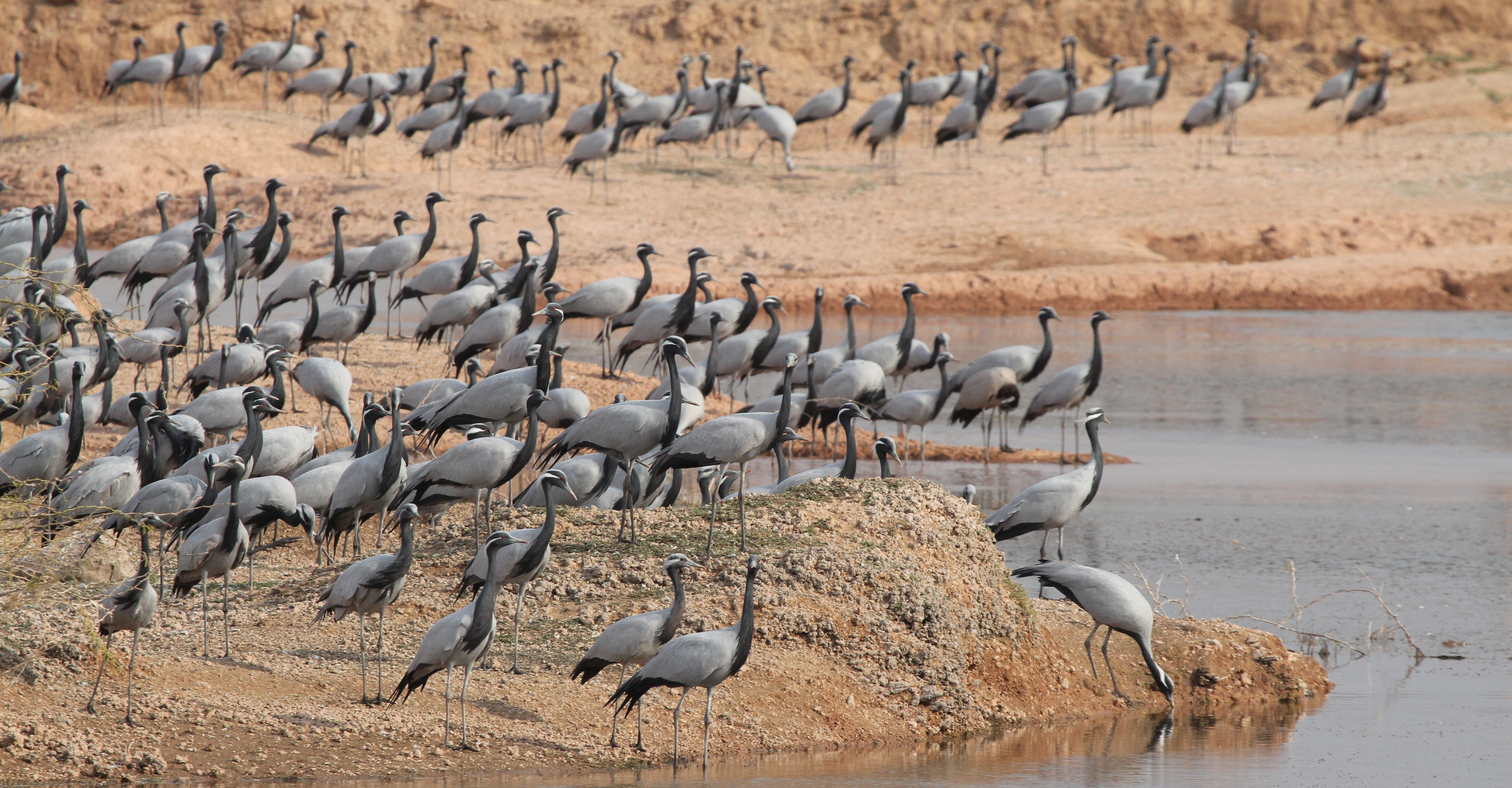
Überwinternde Jungfernkraniche in Rajasthan

Jungfernkraniche brüten in ebenen oder leicht hügeligen Steppen- und Halbsteppengebiete in der Ebene oder in den Vorgebirgen. In der Regel weisen ihre Lebensräume einen aus Wermutkräutern und ähnlichen Pflanzen bestehende Vegetation auf. Häufig sind ihre Brutareale von kahlen Salzstellen unterbrochen. Meist findet sich ein See oder ähnliches Gewässer nicht mehr als 1,5 Kilometer von ihrem Brutplatz entfernt. Sie brüten gelegentlich auch in sehr hoch gelegenen Steppen. Die maximale Höhenverbreitung reicht bis 2300 bis 2400 Metern. Sie nutzen zunehmend aber auch Agrarland. Dies ist unter anderem im Süden der Ukraine, im Siwaschgebiet, im Wolgagebiet sowie in weiten Teilen Kasachstans und im Altai zu beobachten.

## Nahrung
Jungfernkraniche ernähren sich überwiegend pflanzlich. Daneben fressen sie aber vor allem während der Brutzeit auch tierische Nahrung. Bei in Kasachstan brütenden Jungfernkranichen setzt sich die Nahrung aus Weizenkörner, Tulpensamen und in geringer Menge auch Käfer zusammen. Während des Frühjahres fressen sie außerdem die grünen Spitzen der aufgehenden Getreidekulturen. Im Herbst nutzen sie auch Weizenähren. Auch in den Überwinterungsgebieten spielt Weizen in ihrer Ernährung eine große Rolle. Sie fressen aber außerdem dort auch Hirse und Leguminosen.

## Fortpflanzung
Jungfernkraniche werden in einem Alter von zwei bis drei Jahren geschlechtsreif. Es sind monogame Vögel, die eine Paarbindung eingehen, die über mehrere Fortpflanzungsperioden besteht.

### Nest und Gelege

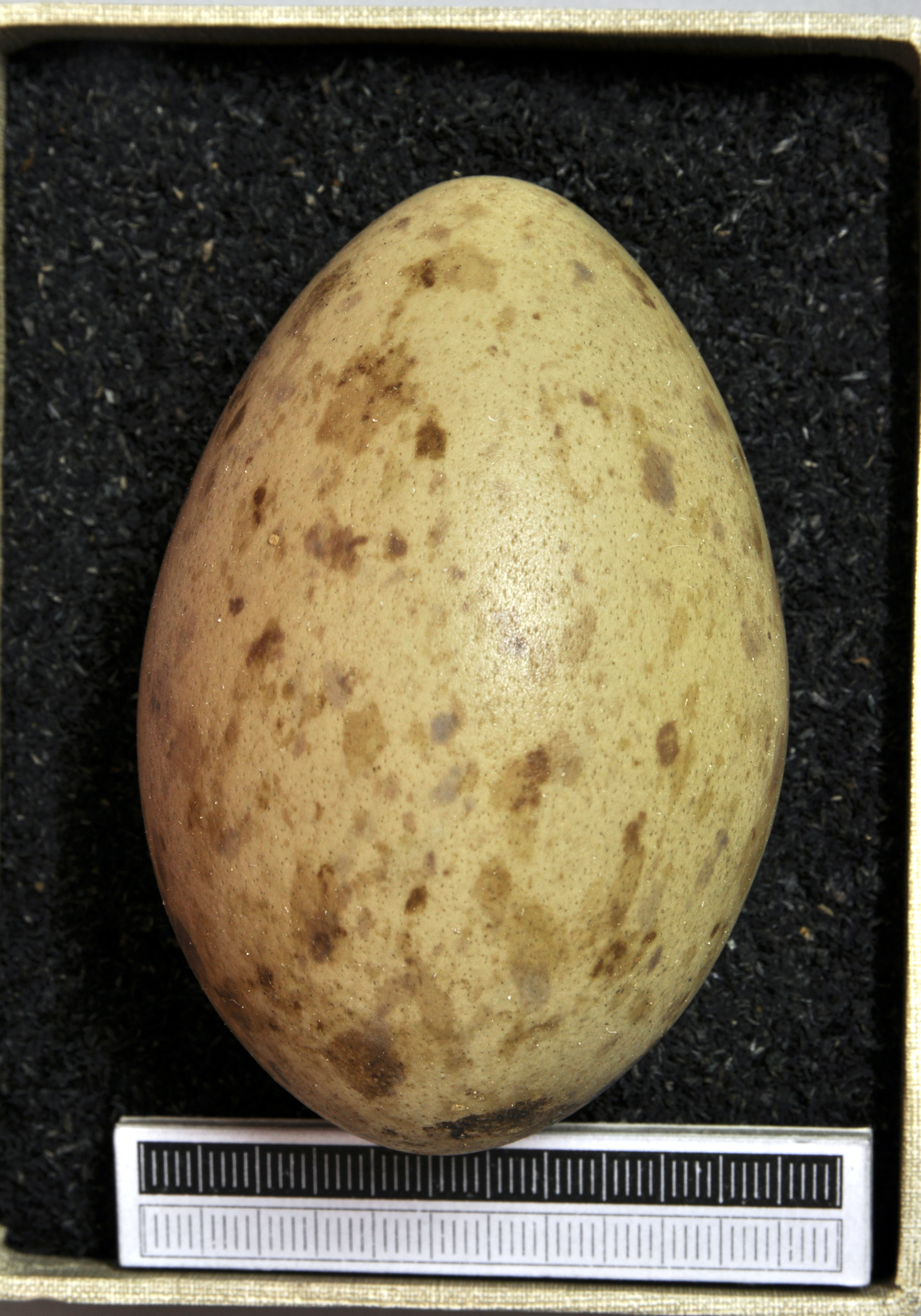
Ei, Sammlung Museum Wiesbaden

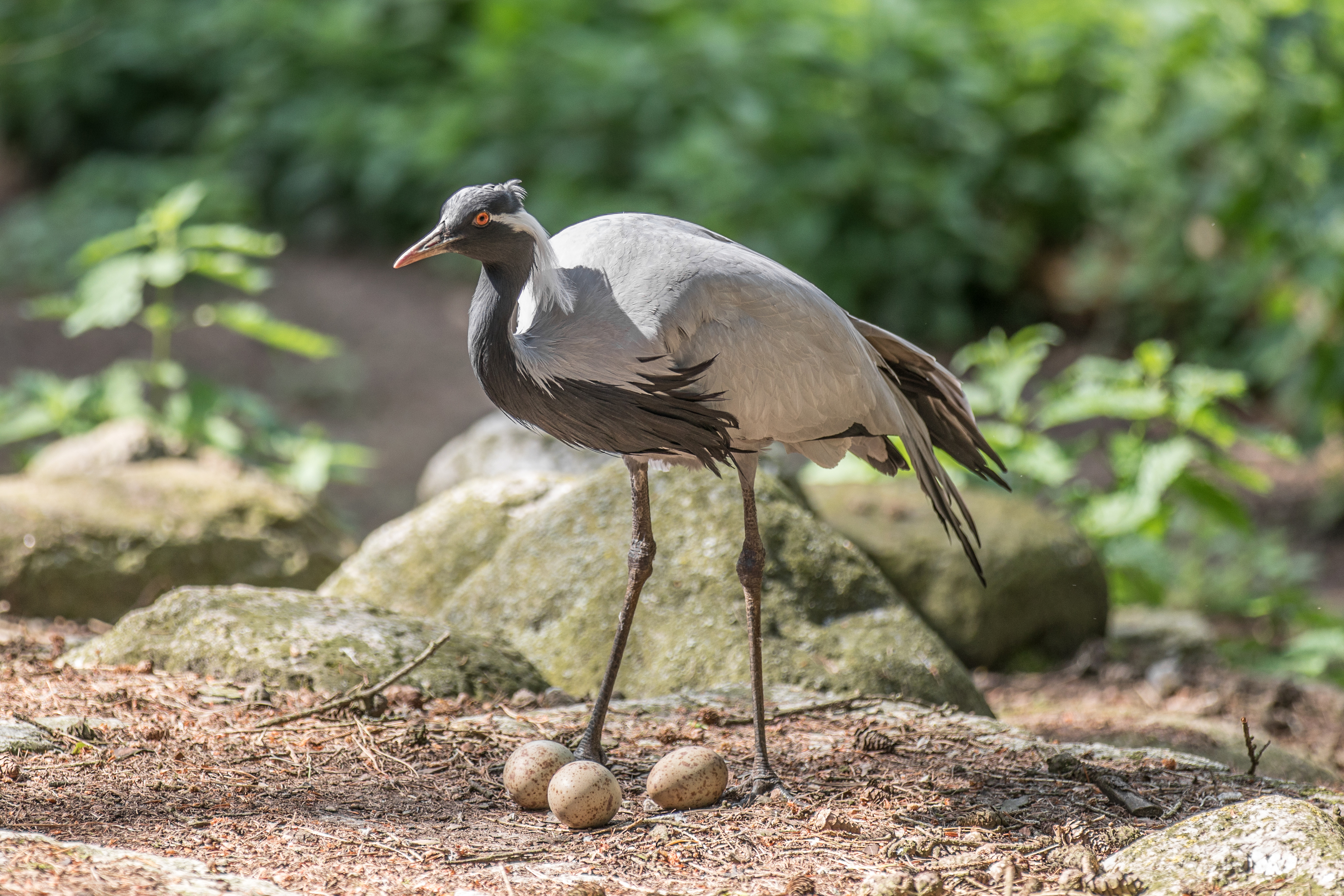
Jungfernkranich mit Gelege

An ihren Brutplätzen treffen Jungfernkraniche zu einem Zeitpunkt ein, der mit dem Beginn der Vegetationsperiode zusammenfällt. Als Niststandort wählen sie gewöhnlich Stellen mit einem unregelmäßigen, nicht sehr hohen Pflanzenwuchs. Mitunter brüten sie auch auf Weizenfeldern und Brachen oder auf Wiesen, die als Viehweiden dienen. Typisch ist ein Abstand von drei bis 4 Kilometern zu benachbarten Jungfernkranichpaaren. Da die Territorialität von Jungfernkranichen auch während der Brutzeit deutlich schwächer ausgeprägt ist als dies bei anderen Kranichen der Fall ist, kommt es vor, dass benachbarte Nester nicht weiter als 200 bis 300 Meter entfernt liegt. Die Nester befinden sich meist auch nicht weiter als 200 bis 300 von einer offenen Wasserstelle entfernt. In Ausnahmefällen kann der Abstand zum nächsten Gewässer jedoch 1 bis 1,5 Kilometer betragen.
Das Nest ist meist nicht mehr als eine flache Mulde, die nur sehr spärlich mit Steinchen, trockenem Pferde- oder Schafmist ausgelegt sind. Gelegentlich finden sich in der Nistmulde auch eine trockene Stängel von Kräutern wie beispielsweise Wermut. Auf Ackerflächen oder Brachen fehlt auch dieser spärlich Nestbau. Die Eiablage fällt in den Zeitraum von der ersten Aprildekade bis Mitte Mai. Das Vollgelege besteht in der Regel aus zwei, in Ausnahmefällen sogar drei Eiern. Der Legeabstand zwischen den Eiern beträgt zwischen 24 und 48 Stunden. Geht das Gelege verloren, kommt es zu Nachgelegen an einem neuen Niststandort.
Die Eier wiegen durchschnittlich ca. 110 Gramm. Die Grundfarbe der Schale ist olivbraun, olivgrün oder olivgrau. Darauf befinden sich ein individuell in Form und Menge stark variierende Flecken, die gelblich braun, rostbraun oder kastanienbraun sind.

### Brut
Beide Elternvögel sind an der Brut beteiligt. Der Hauptanteil fällt jedoch auf das Weibchen. Das Männchen hält sich gewöhnlich in einer Entfernung von 300 bis 400 Metern auf. Wird der brütende Kranich beunruhigt, erhebt er sich gewöhnlich und entfernt sich dann unauffällig vom Nest. Erst in einer Entfernung von etwa 30 bis 50 Meter fliegt er auf, wobei er einen Alarmruf von sich gibt. Der zweite Elternvogel fliegt gewöhnlich gleichfalls auf und beide kreisen einige Zeit in geringer Höhe über dem Neststandort. Erst wenn die Gefahr nicht mehr besteht, kehrt das Weibchen zum Nest zurück.
Die Brutzeit beträgt 27 bis 29 Tage.

### Aufzucht der Jungvögel

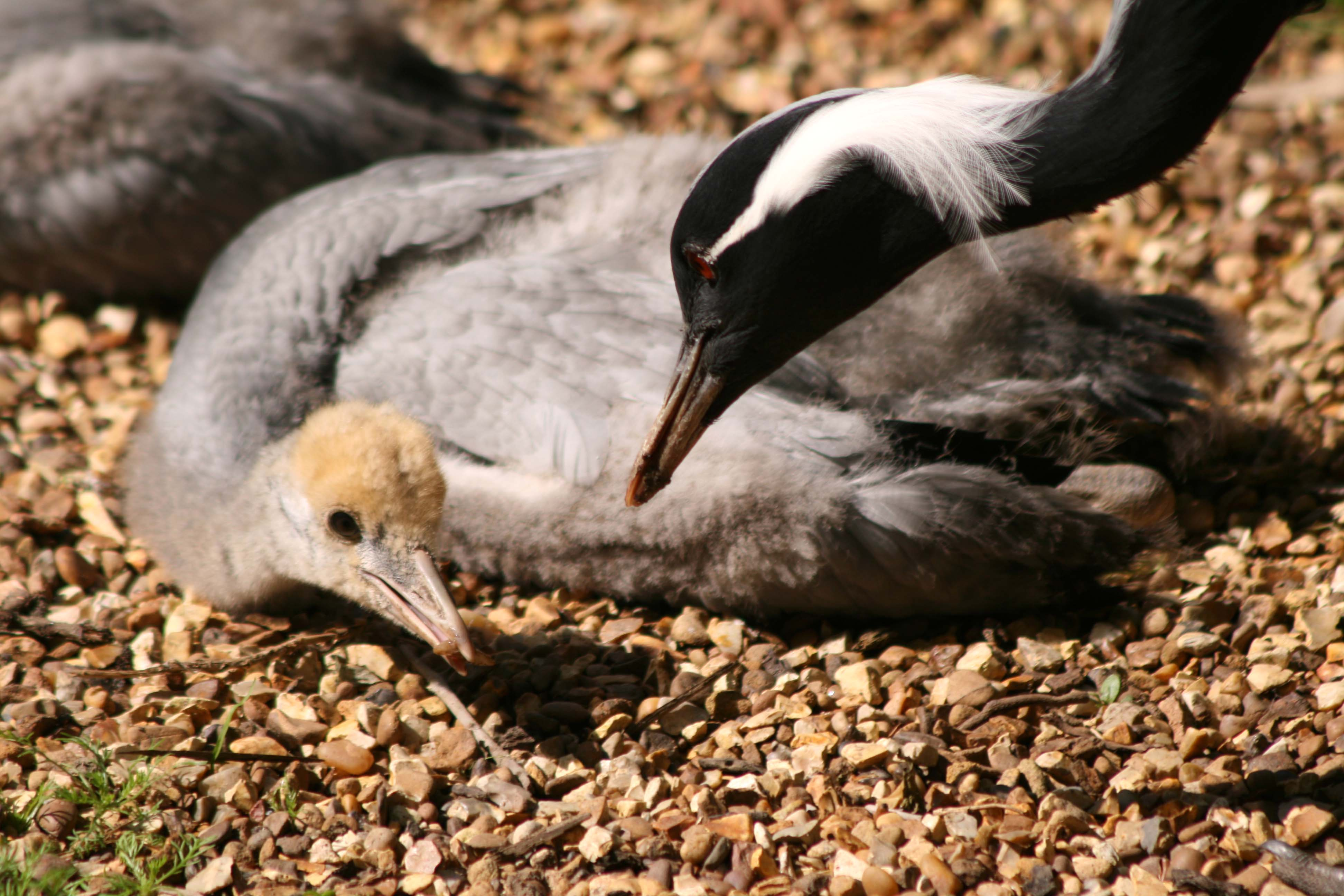
Jungvogel

Die Küken schlüpfen im Zeitraum von der zweiten Maihälfte bis Anfang Juni. Wie bei anderen Kranicharten verhalten sich die Küken aggressiv zueinander. Es können trotzdem pro Gelege zwei Jungvögel heranwachsen, weil sie in ihren ersten Lebenstagen jeweils von einem Elternvogel geführt werden.
Zu einer selbständigen Nahrungsaufnahme sind die Küken nach einer Woche fähig. Nach 55 bis 65 Tagen sind die Jungen flügge.

## Bestand und Gefährdung
Die Populationsgröße wird auf 200.000 bis 240.000 Vögel geschätzt, nimmt aber stark ab. Vor allem die Zerstörung der Lebensräume und die Bedrohung durch Raubwild und verwilderte Hunde sind dafür verantwortlich. Zudem erbeuten indische und ostafrikanische Jäger pro Saison etwa ein Zehntel der Zugvögel auf ihrem Weg in die Hauptüberwinterungsgebiete. Die IUCN stuft den Jungfernkranich als „nicht gefährdet“ ein.

## Jungfernkranich und Mensch
Im Jahr 1758 gab Carl von Linné den Jungfernkranich den lateinischen Namen Ardea virgo.
Als Ziergeflügel wurden Jungfernkraniche sowohl in China („Vogel ersten Ranges“) und in Indien („Vornehmster aller Gefiederten“) als auch im Alten Ägypten gehalten. Davon berichten über 4000 Jahre alte Reliefs in ägyptischen Gräbern der Pharaonenzeit. Auch die Grabkammer des Ti weist darauf hin, dass diese Vögel sowie Graukraniche in halbzahmen Herden als Opfertiere gehalten und gemästet wurden.
Aus Schriften des Römers Varro lässt sich schließen, dass Jungfernkraniche später auch als Hausvögel gehalten wurden. Dabei wurden sie zur Bewachung von Haus und Hof eingesetzt, um mit ihrem lauten trompetenähnlichen Schreien zuverlässig vor Raubtieren und Greifvögeln zu warnen. Als Karl der Große jedoch ein salisches Gesetz änderte, ging dieser Brauch verloren.

## Belege

### Einzelbelege
1. ↑  Hans-Günther Bauer, Einhard Bezzel, Wolfgang Fiedler (Hrsg.): Das Kompendium der Vögel Mitteleuropas: Alles über Biologie, Gefährdung und Schutz. Band 1: Nonpasseriformes – Nichtsperlingsvögel. Aula-Verlag Wiebelsheim, Wiesbaden 2005, ISBN 3-89104-647-2, S. 377.
2. ↑  Bergmann et al., S. 167.
3. ↑  Potapov & Flint, 1989, S. 250 und S. 251.
4. ↑  Potapov & Flint, 1989, S. 251.
5. ↑  Potapov & Flint, 1989, S. 255.
6. ↑  Potapov & Flint, 1989, S. 255.
7. ↑  Potapov & Flint, 1989, S. 252.
8. ↑  Ali, Salim: The Book of Indian Birds. (engl.), 13th ed., Bombay Natural History Society, Oxford University Press, 2002, S. 124.
9. ↑  Potapov & Flint, 1989, S. 253.
10. ↑  Potapov & Flint, 1989, S. 253.
11. ↑  Potapov & Flint, 1989, S. 253.
12. ↑  Potapov & Flint, 1989, S. 253.
13. ↑  Potapov & Flint, 1989, S. 254.
14. ↑  Potapov & Flint, 1989, S. 255 und S. 257.
15. ↑  Potapov & Flint, 1989, S. 254.
16. ↑  Potapov & Flint, 1989, S. 254.
17. ↑  Potapov & Flint, 1989, S. 254.
18. ↑  Potapov & Flint, 1989, S. 254.
19. ↑  Potapov & Flint, 1989, S. 253 und S. 254.
20. ↑  Potapov & Flint, 1989, S. 255.